# مونته‌فلاویو
مونته‌فلاویو (به ایتالیایی: Monteflavio) یک کومونه در ایتالیا است که در استان رم واقع شده‌است.

## خصوصیات
مونته‌فلاویو ۱۷٫۲ کیلومترمربع مساحت و ۱٬۴۲۰ نفر جمعیت دارد و ۸۰۰ متر بالاتر از سطح دریا واقع شده‌است.